# Miles Davis Quintet
Miles Davis Quintet è un album di Miles Davis pubblicato dalla Prestige Records nel 1954.

## Il disco
Realizzato come LP a 10 pollici, l'album non è stato mai ristampato nel formato più grande o su CD. I brani contenuti, registrati nel nuovo studio di Rudy Van Gelder il 3 aprile del 1954, furono in parte inclusi in edizione rimasterizzata dallo stesso Van Gelder nell'album a 12 pollici Walkin' del 1957, insieme ad altre registrazioni realizzate da Davis sempre col pianista Horace Silver alcune settimane dopo. In Walkin' fu però inserita Love Me or Leave Me, registrata sempre il 3 aprile, al posto di I'll Remember April che la Prestige ripubblicò invece nel 12 pollici Blue Haze.
Durante tutta la primavera del 1954 Davis, che stava riprendendosi dopo un lungo periodo di appannamento dovuto alla sua dipendenza dall'eroina, partecipò a diverse sedute di registrazione accompagnato da Silver con il quale, in quel periodo, aveva iniziato una proficua collaborazione. I due incisero insieme per la label di Bob Weinstock fino a giugno, ma anche per la Blue Note Records in marzo.
Il 3 aprile Davis e Silver registrarono quattro brani in quintetto accompagnati dalla sezione ritmica del Modern Jazz Quartet formata da Percy Heath al contrabbasso e da Kenny Clarke alla batteria e dal sassofono contralto di Dave Schildkraut, musicista be bop con un passato nell'orchestra di Stan Kenton, che i più consideravano un emulo di Charlie Parker.
Solar è un pezzo bop in ritmo medio accreditato a Miles Davis anche se è dimostrato che in realtà non è altro che Sonny, un precedente brano composto dal chitarrista Chuck Wayne in memoria del sassofonista Sonny Berman, suo compagno nell'orchestra di Woody Herman, scomparso nel 1947 per un'overdose all'età di 21 anni. La versione attribuita a Davis, innovativa per la sua progressione armonica, è divenuta uno standard del jazz ripreso poi da Lee Konitz, Bill Evans, Dave Holland, Keith Jarrett e Jack DeJohnette tra gli altri ed è stato sottoposto da parte di alcuni ricercatori a una indagine computerizzata che ha rilevato che si tratta di un blues.

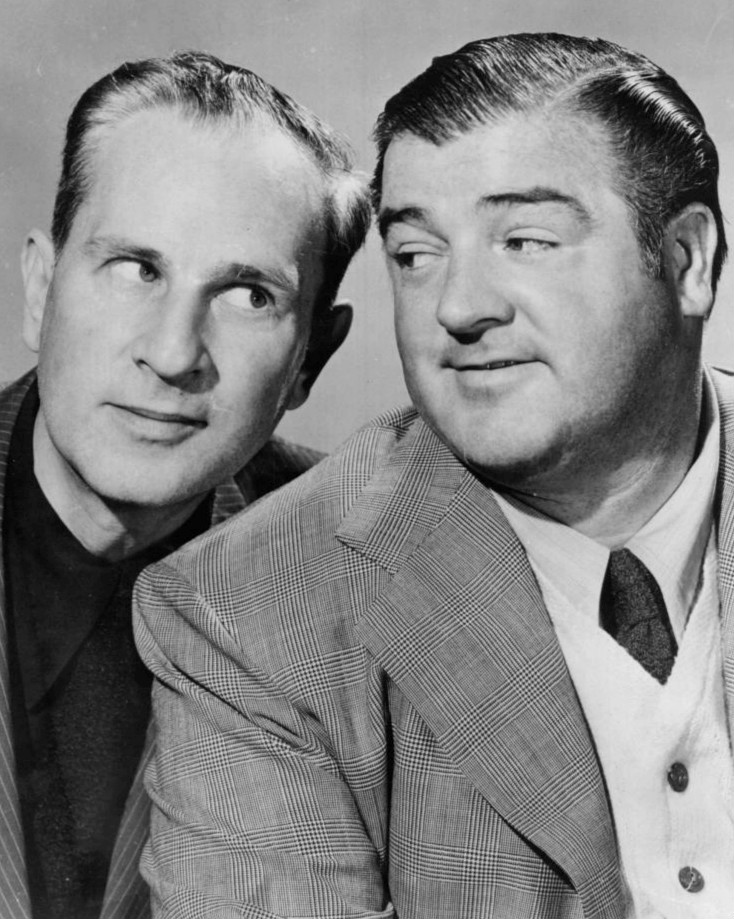
Da due diversi film del duo comico Abbott and Costello, noti in Italia come Gianni e Pinotto, provengono due degli standard incisi da Miles Davis il 3 aprile 1954.

You Don't Know What Love Is è invece una canzone di Gene DePaul e Don Raye composta per il film Razzi volanti di Gianni e Pinotto del 1941, poi non utilizzata, ma portata al successo dalla cantante di musical Carol Bruce. La canzone è stata interpretata da Ella Fitzgerald e in seguito da decine di cantanti e jazzisti, tra i quali Billie Holiday nel suo Lady in Satin, Chet Baker (basandosi sulla versione di Davis), John Coltrane nel suo disco di "ballate", Anita O'Day, fino all'italiana Giorgia in un suo album dal vivo.
Altra canzone di Gene DePaul e Don Raye che esordì in un film di Gianni e Pinotto è I'll Remember April, divenuta presto uno degli standard più eseguiti in ambito jazz. La versione di Davis si rifà a quella di Charlie Parker del 1950.
Nella stessa seduta Miles Davis incise anche Love Me or Leave Me, non presente in questo album, ma poi inclusa come pezzo inedito in Walkin', un altro classico della canzone americana composta da Walter Donaldson con testo di Gus Kahn per il musical Whoopee! del 1928.

## Tracce
Lato A
1. Solar - (Miles Davis) - 4:45
2. You Don't Know What Love Is - (Gene DePaul, Don Raye) - 4:24

Lato B
1. I'll Remember April - (Gene DePaul, Don Raye, Patricia Johnson) - 6:56

## Formazione
- Miles Davis – tromba

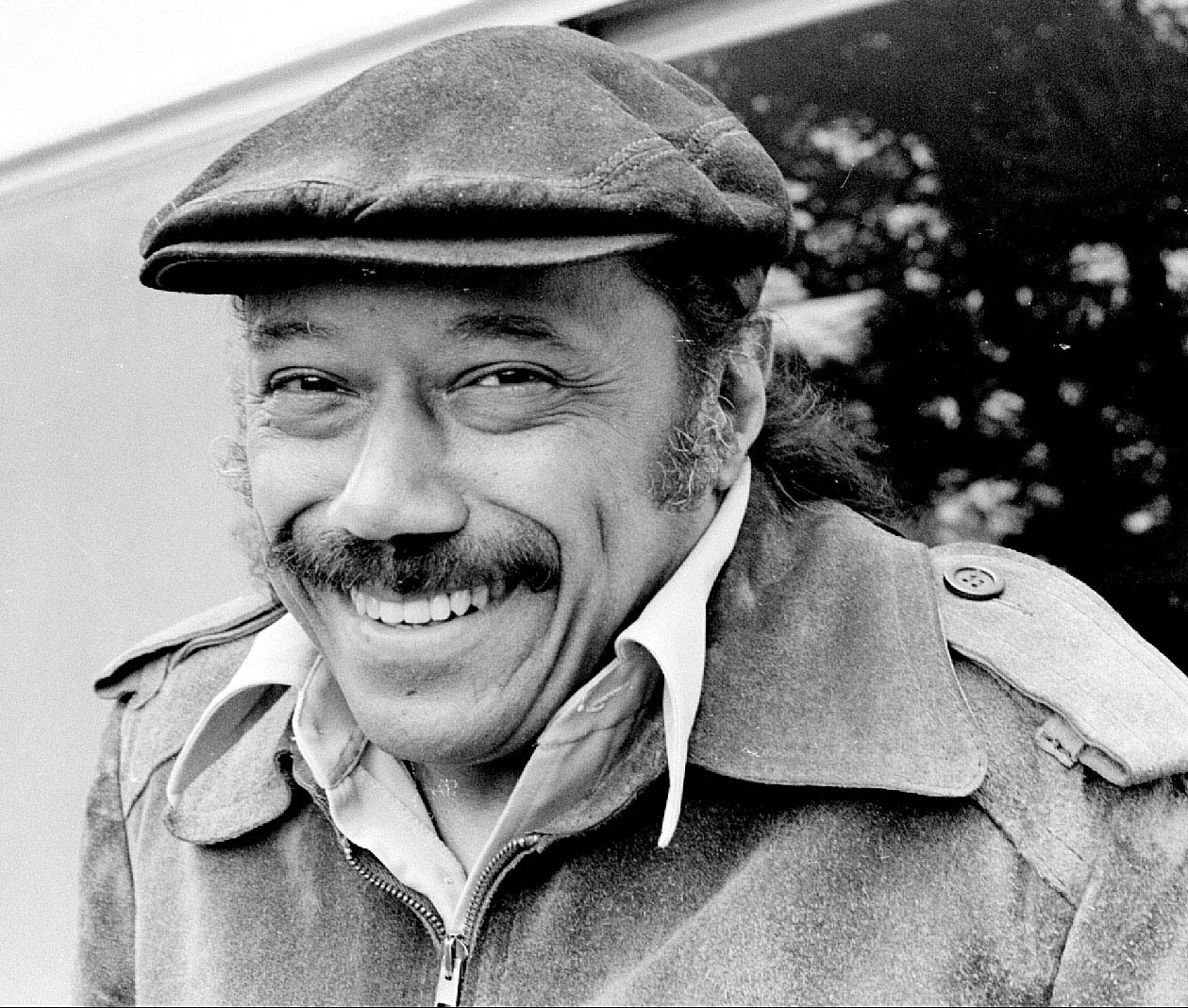
il pianista Horace Silver che registrò intensivamente con Davis nella primavera del 1954.

- David Schildkraut – sassofono contralto (ad esclusione di You Don't Know What Love)
- Horace Silver – pianoforte
- Percy Heath – contrabbasso
- Kenny Clarke – batteria

## Edizioni
- 1954 – LP 10", Prestige Records PRLP 185

### Singoli
- 1965 – Miles Davis, You Don't Know What Love Is / That Old Devil Moon, 45gg, Prestige Records 45-376